# Гукливская летопись
Гукливская летопись (з-рус. Новѣйшая яже когда случишася) — закарпатская летопись на западнорусском языке с церковнославянизмами. Летопись писалась с 1660 по 1830-е годы в церкви Святого Духа в селе Гукливый местными священниками.

## Описание

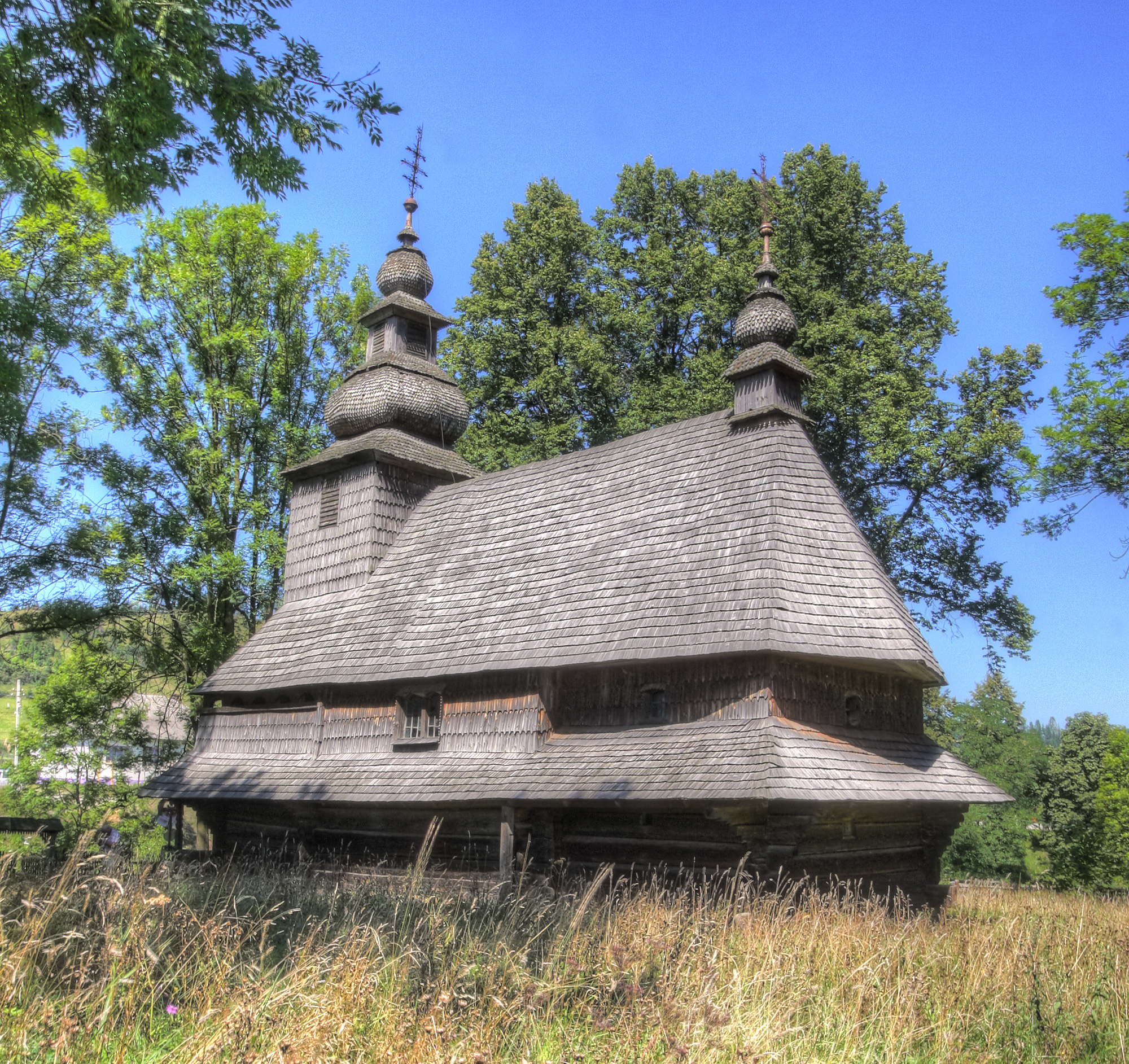
Церковь Святого Духа в селе Гукливый

Летопись была написана священниками села Гукливый. Единственный, имя которого известно, — Михаил Григаши (1758—1823), его записи датируются с 1782 до его смерти в 1823 году. Есть предположения что записи до 1782 года, были взяты Григаши из других источников.
Летопись по большей части описывает работы крестьян, урожай, погоду и важные события местного значения, например голод во время зимы. Также в летописи описывается важные события мирового масштаба, такие как начало русско-турецкой войны, смерть Екатерины II, Отечественная война 1812 года, крестьянская реформа Иосифа II и др.